# Baía de Santander

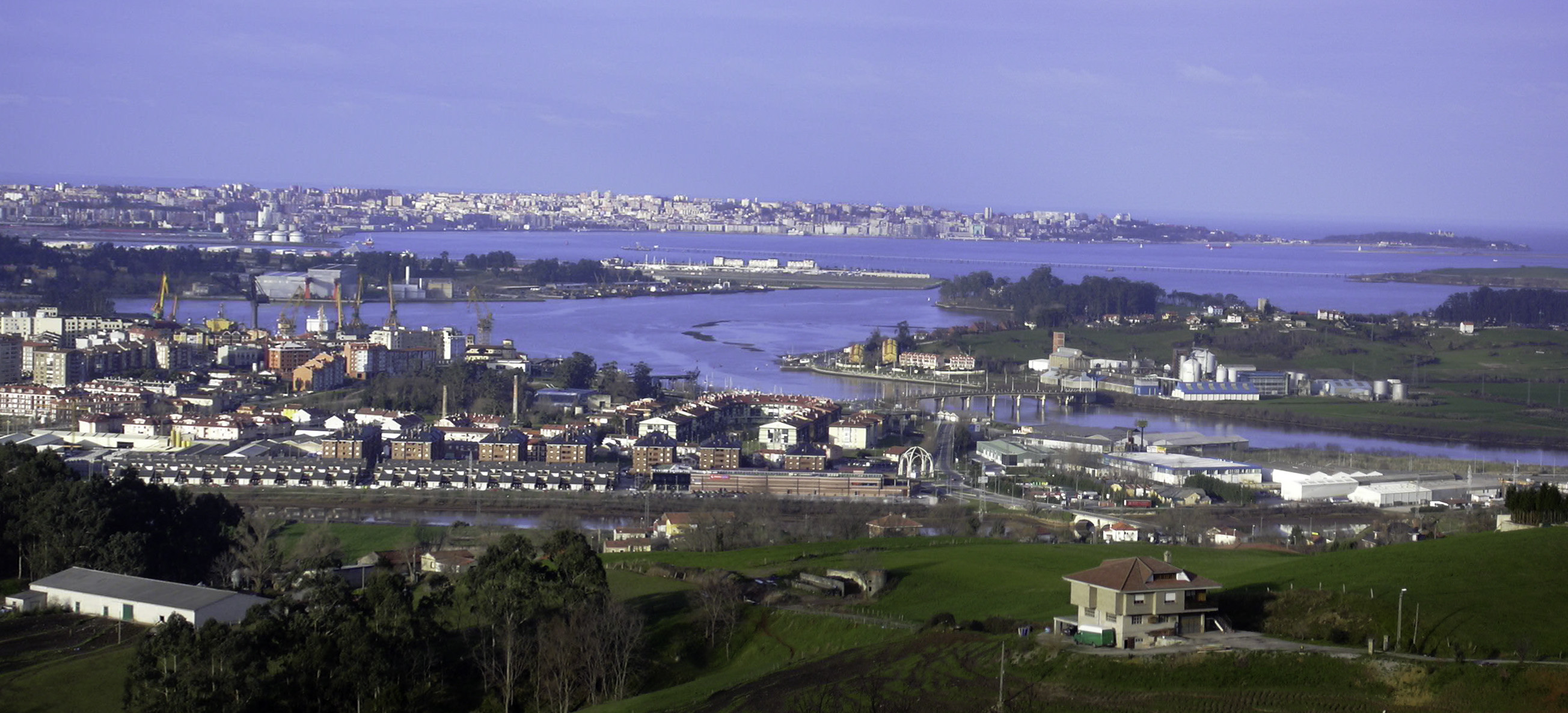
Vista panorâmica da baía

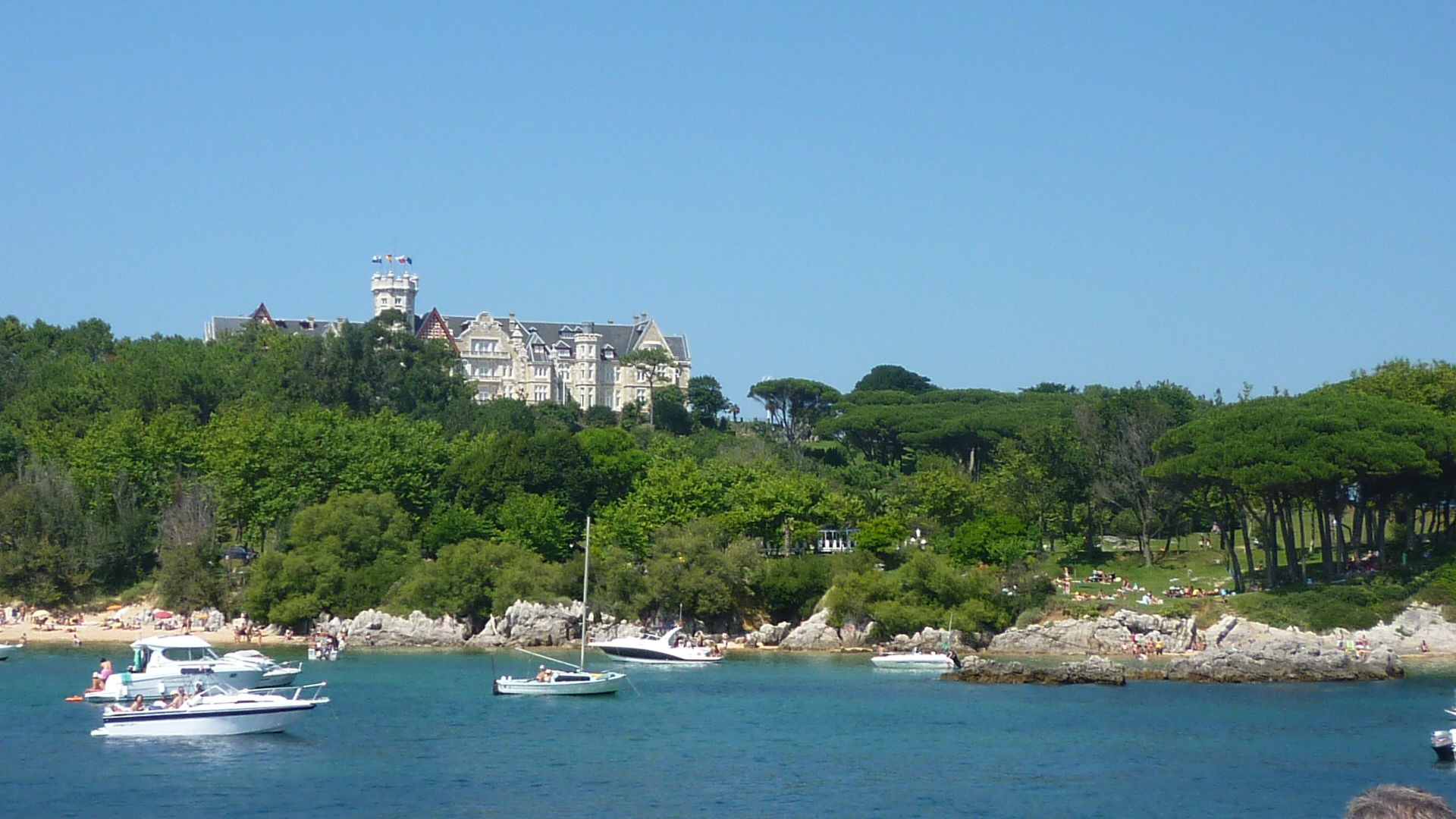
Palácio da Madalena visto da baía

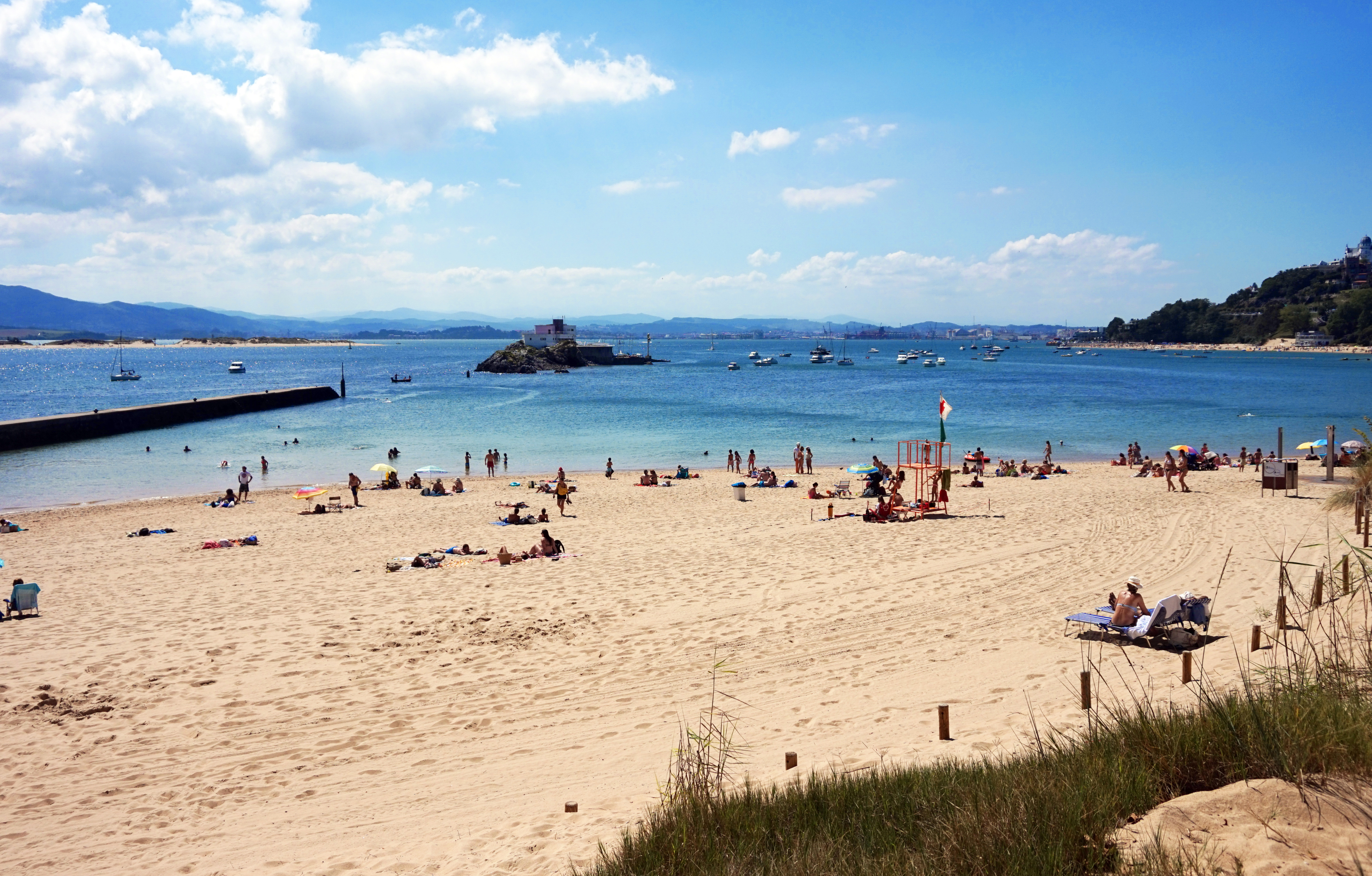
Praia dos Biquínis

A baía de Santander é um corpo de água do mar Cantábrico situada no norte de Espanha. Nela se situa a cidade de Santander, capital da comunidade autónoma da Cantábria, cujo  porto [es] é um dos mais importantes do norte do país. A baía tem 22,42 km² de área, 9 km de comprimento e a sua largura máxima é 5 km.
A estreita entrada da baía está virada a norte, é precedida no lado ocidental pelo El Sardinero e está limitada a oeste pela península da Madalena [es] e a leste pelo areal do Puntal [es]. Ao largo da península, menos de um quilómetro a norte da entrada da baía, situa-se a ilha de Mouro [es]. Ao largo da costa sul da península, em plena entrada da baía, outras duas pequenas ilhas: a  da Torre [es] e a minúscula da Horadada [es]. O Puntal é uma faixa comprida longitudinal de praia e dunas que protege as tranquilas águas do interior da baía.
A baía de Santander faz parte do Clube das mais belas baías do mundo [fr], uma associação internacional e marca registada com sede em França.

## Descrição
Há vários cursos de água que desaguam na baía. Os mais importantes desaguam na parte sul, nomeadamente a ria de Astillero, nome dado à ria que resulta da confluência das rias rias de Solía e de San Salvador, que confluem a cerca de 5 km da baía. Na margem oriental desaguam as rias del Carmen e de Raos, enquanto que na margem ocidental desemboca a ria de Cubas (nome dado ao estuário do rio Miera). No passado existiu também a ria de Becedo, a qual desaguava no que é hoje o centro de Santander.
Em termos geológicos, a baía é formada por um diapiro gerado durante da orogenia alpina do Cenozoico. Os seus materiais são compostos por argilas e sais (especialmente gessos do Keuper) que ascenderam devido à existência de falhas. Este movimento provocou o aumento da fraturamento e um arrastamento significativo de rochas das camadas superiores. A área de fragilidade gerada pelas argilas do Keuper facilitou sua erosão em relação a outras áreas rochosas de arenito e calcário, o que levou ao avanço do mar e à formação da baía.
Há alguns séculos, sobretudo a partir do século XIX, que a baía tem vindo a perder área e volume. Num estudo de 1977 estimou-se que a perdas em relação aos valores originais eram então de 55% em área inundada, 58% em zona entremarés e 40% em volume de água. Esta situação deve-se à atividade humana na região, que é a mais densamente povoada da Cantábria. Na  área metropolitana [es], em redor da baía vivem mais de 50% dos habitantes da Cantábria, pelo que a pressão antrópica é muito forte. Desde o século XIX que grandes áreas de marismas que foram transformadas em pastagens e serviram para ampliar o porto e criar novas áreas industriais, residenciais e de serviços.
Nos últimos anos têm sido levadas a cabo algumas ações pontuais nas zonas de alto risco ecológico que são suscetíveis de serem recuperadas, integrando-as de novo na dinâmica das marés, nomeadamente nas marismas de Alday em Maliaño [es] e nas marismas brancas e negras de El Astillero. O processo de reenchimento gradual da baía é um processo complexo, devido, nomeadamente, à existência de antigos charcos de decantação de atividades de mineração na bacia do rio Miera à expansão do porto e as suas zonas industriais associadas, a secagem para aumentar as áreas de pecuária e a ocupação do perímetro da baía por infraestruturas de comunicação. Algumas das áreas roubadas ao mar são potencialmente recuperáveis, mas para muitas delas o processo já é irreversível.
Na área da baía encontram-se os seguintes municípios: Santander, Ribamontán al Mar [18], Marina de Cudeyo [19], El Astillero [20], Villaescusa [21] e Camargo [22]. Na baía um cabo — Punta de Elechas [1] — e as seguintes ilhas:
- Ilha dos Ratones, ou ilha Marnay [2] — Situada em frente à localidade de Elecha, na parte sudeste.
- Ilha de la Hierba [3] — Situada perto da povoação de Elechas e da ilha dos Ratones, an parte sudeste da baía.
- Ilhas de San Juan [es] — Pequeno arquipélago de três ilhas situadas a leste da ilha de Pedrosa, a nordeste de Pontejos, e têm a particularidade ecológica de estarem cobertas por azinheiras, o que é raro ocorrer em ilhotas. A maior, La Campanuca [4], situa-se a noroeste das outras duas: Peña Rabiosa [5], a mais oriental e moas pequena, e Tercera Isla [6]. Esta última é a a mais baixa e a mais próxima da costa, da qual dista apenas 36 metros. O nome da Campanuca deve-se a uma antiga ermida que lá existiu na Idade Média, junto a um cemitério, da qual não há vestígios. Nessa ilha encontraram-se vários vestígios arqueológicos, nomeadamente restos de recipientes em cerâmica, e cavernas artificiais que foram usadas como refúgio durante a Guerra Civil Espanhola.
- Ilha de Pedrosa [es] [7] — Outrora conhecida como ilha da Astilla, situa-se no fundo da baía, junto à localidade de Pontejos. Atualmente está ligada ao continente por uma ponte.
- Ilha da Torre [es] [8] — Situa-se em frente à praia dos Biquínis, ao largo da península da Madalena. Durante as marés vivas chega a estar ligada à península por um tômbolo rochoso.
- Ilha da Horadada [es] [9] — É uma ilhota minúscula que é pouco mais do um rochedo, pouca distância a norte da ilha da Torre.

Praias
- Praias dos Tranquilos [10], de Loredo [11] e de Somos [12] — Situam-se na parte nordeste da entrada da baía, virada para o mar Cantábrico. Estão no mesmo areal, que tem continuidade com o de El Puntal.
- El Puntal [es] — Situada na parte nordeste da baía em frente a Santander, o seu areal, com 4,5 km de comprimento, estende-se na direção leste-oeste, fechando grande parte da baía. O lado norte dá para o mar Cantábrico, onde é frequente haver ondas, enquanto que a parte sul dá para a baía, onde a água é tranquila e pouco profunda. O areal de El Puntal constitui a margem direita (norte) da ria de Cubas, onde desagua o rio Miera.
- Praia de El Rostro [14] — Situa-se na parte nordeste da baía, na localidade de Pedreña [es] do município de Marina de Cudeyo, na reentrância formada pela Punta del Rostro, que constitui a extremidade sudoeste da enseada de la Barquería, onde desagua a ria de Cubas.
- Praia dos Biquínis [es] [15] — Situada na parte noroeste da baía, no lado meridional da península da Madalena.
- Praia da Madalena [16] — Dá continuidade a oeste à praia dos Biquínis, da qual não tem qualquer separação física.
- Praia dos Perigos (de Los Peligros) [17] — Situa-se no mesmo areal das duas anteriores. O seu nome nada tem a ver com a sua perigosidade para os banhistas, pois estando na baía, as suas águas são muito tranquilas. Uma das teorias para o seu nome é que representa um perigo para os navios que, se se aproximarem muito dela ao entrarem na baía de Santander, podem encalhar na areia.[5]

## Flora e fauna
Segue-se uma lista parcial de algumas das espécies que têm o seu habitat na baía de Santander:
| Peixes - Besugo-branco (Pagellus acarne) - Pargo (Pagrus pagrus) - Sargo-comum (Diplodus sargus) - Sargo-alcorraz (Diplodus annularis) - Sargo-veado (Diplodus cervinus) - Safia (Diplodus vulgaris) - Dourada (Sparus aurata) - Garoupa ou serrano-alecrim (Serranus cabrilla) - Marinha-de-focinho-grosso (Syngnathus acus) - Marinha, agulha ou chicote (Syngnathus acus) - Agulhinha (Nerophis lumbriciformis) - Robalo (Dicentrarchus labrax) - Piarda (Atherina presbyter) - Tainha (Chelon aurata) - Tainha-negrão (Chelon labrosus) - Tainha-olhalvo (Mugil cephalus) - Taínha-de-salto (Chelon saliens) - Faneca (Trisopterus luscus) - Juliana ou paloco (Pollachius pollachius) - Bodião-vulgar ou sarrão (Symphodus melops) - Bodião-cinzento (Symphodus cinereus) - Bodião-manchado (Symphodus roissali) - Bodião-rupestre (Ctenolabrus rupestris) - Peixe-rei ou judia (Coris julis) - Salmonete (Mullus surmuletus) - Marachomba-babosa ou caboz (Parablennius gattorugine) - Caboz-riscado (Parablennius rouxi) - Marachomba ou caboz (Parablennius sanguinolentus) - Caboz-negro (Gobius niger) - Caboz-de-areia (Pomatoschistus minutus) - Peixe-aranha-maior (Trachinus draco) - Rascasso-de-pintas ou rocaz (Scorpaena porcus) - Linguado-legítimo (Solea solea) - Linguado-da-areia (Pegusa lascaris) - Pegusa impar - Pregado (Psetta maxima) |  | Moluscos - Tritia reticulata - Scaphander lignarius - Pé-de-pelicano (Aporrhais pespelecani) - Lunatia alderi - Lapa (Patella vulgata) - Abalone (Haliotis tuberculata) - Búzio (Charonia lampas) - Calliostoma zizyphinum - Ostra (Ostrea edulis) - Ostra-portuguesa (Crassostrea angulata) - Lesma-do-mar (Aplysia punctata) - Doris pseudoargus - Lingueirão (Solen marginatus) - Navalha (Ensis ensis) - Mexilhão (Mytilus edulis) - Amêijoa-fina (Ruditapes decussatus) - Venerupis pullastra - Ruditapes pullastra - Scrobicularia plana - Chamelea gallina - Berbigão (Cerastoderma edule) - Venus verrucosa - Macrocallista chione - Tellina tenuis - Abra alba - Choco (Sepia officinalis) - Polvo (Octopus vulgaris) |  | Crustáceos - Caranguejo-verde (Carcinus maenas) - Ceryphia verucosa - Pachygrapsus marmoratus - Navalheira (Necora puber) - Santola (Maja squinado) - Camarão (Palaemon serratus) - Camarão (Crangon crangon) - Caranguejo-eremita (Pagurus prideaux) - Caranguejo-eremita (Diogenes pugilator) - Upogebia deltaura Anelídeos - Hediste diversicolor - Casulo (Diopatra neapolitana) - Arenicola marina - Myxicola infundibulum - Sabella spallanzanii Equinodermes - Astropecten irregularis - Marthasterias glacialis - Ouriço-do-mar (Paracentrotus lividus) - Echinocardium cordatum Outros filos - Sipunculus nudus - Golfingia elongata - Phallusia mammillata - Styela clava - Ciona intestinalis - Anémona (Anemonia viridis) - Cerianthus membranaceus - Esponja (Sycon ciliatum) - Esponja (Cliona celata) - Esponja (Haliciona cinerea) |

| Aves - Gaivota-de-patas-amarelas (Larus michahellis) - Guincho-comum (Chroicocephalus ridibundus) - Corvo-marinho-de-crista (Phalacrocorax aristotelis) - Airo (Uria aalge) - Andorinha-do-mar-comum (Sterna hirundo) - Garajau-comum (Thalasseus sandvicensis) - Garça-pequena-europeia (Egretta garzetta) - Pilrito-comum (Calidris alpina) - Borrelho-pequeno-de-coleira (Charadrius dubius) - Zarro-comum (Aythya ferina) - Pato-real (Anas platyrhynchos) - Galeirão-comum (Fulica atra) |  | Vegetação e algas - Alface-do-mar (Ulva rigida) - Ascophyllum nodosum - Bodelha (Fucus vesiculosus) - Erva-marinha (Zostera marina) - Morraça (Spartina maritima) - Cardo-marítimo (Eryngium maritimum) - Amófila (Ammophila arenaria) - Carex arenaria |